# Brațul Oceacov
Brațul Oceacov, numit și brațul Oceakov, gura Oceacof, gura Oceacoff, este brațul secundar navigabil stâng al brațului dunărean Chilia, care își are originea la sud de orașul Vâlcov (aflat în regiunea Odesa), de unde se îndreaptă spre nord-est, vărsându-se în Marea Neagră. În zona de vărsare în mare a brațului Oceacov, din el se ramifică pe stânga brațul Prorva.